# Antoine Escalin des Aimars

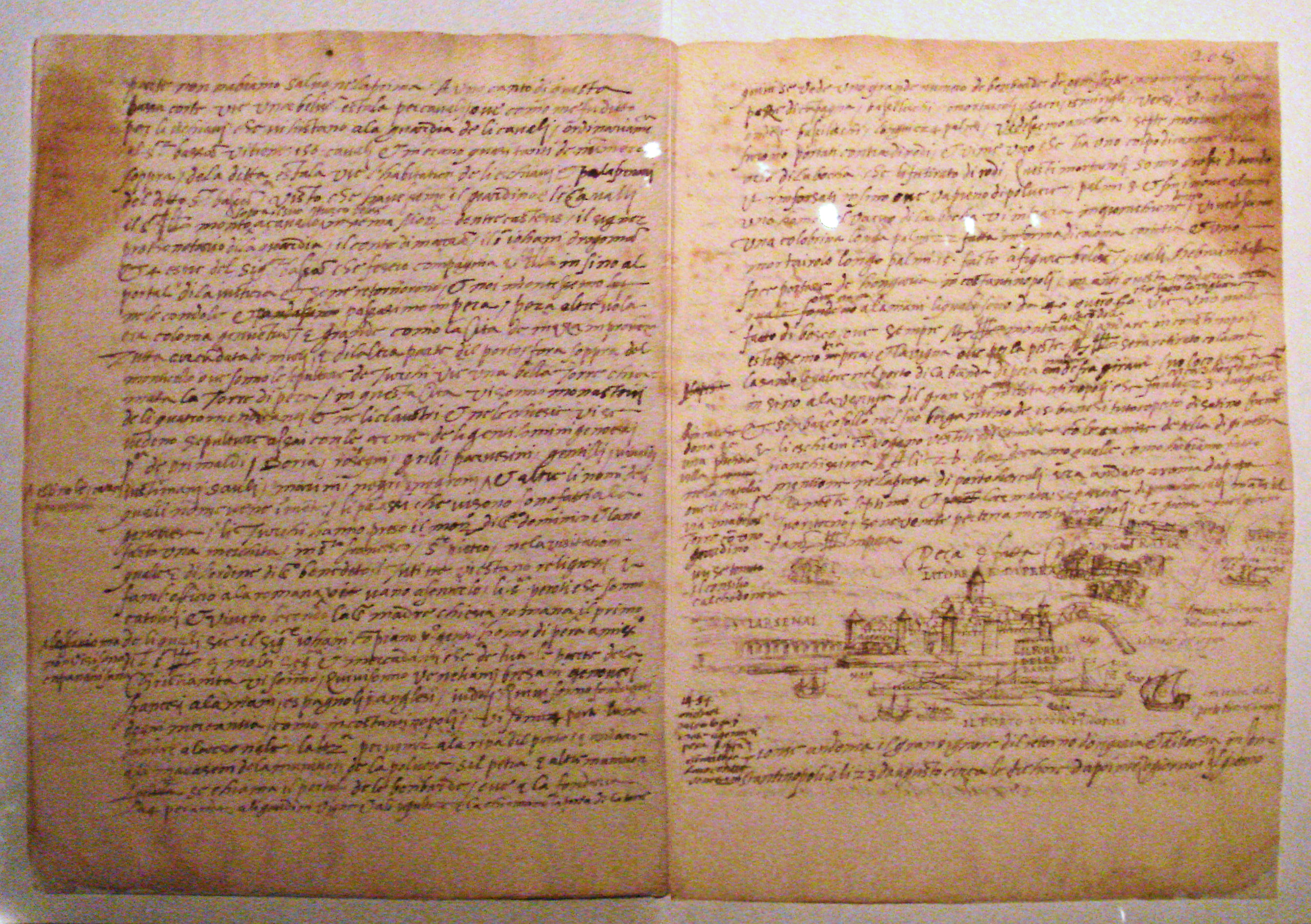
Jerôme Maurand, sacerdote de Antibes, acompañó a Polin y a la flota otomana en 1543-44, y escribió un relato detallado en Itinéraire d'Antibes à Constantinonple, 1544.

Antoine Escalin des Aimars (1516 -1578), también conocido como Capitán Polin o Capitán Paulin, más tarde llamado como Barón de La Garde, fue un militar francés y embajador de Francia en el Imperio Otomano de 1541 a 1547, y "Général des Galères" (General de las galeras) en 1544.

## Guerras italianas y alianza otomana
Guillaume du Bellay notó a Escalin des Aimars como un valioso oficial del ejército francés durante las guerras italianas en la región del Piamonte.
Escalin des Aimars sucedió al embajador Antoine de Rincon, quien estuvo fungiendo el cargo entre 1538-1541, en Constantinopla. A principios de 1542, Des Aimars negoció con éxito los detalles de una alianza franco-otomana para la guerra italiana de 1542-1546, con el Imperio Otomano prometiendo enviar 27 500 tropas contra los territorios españoles en Italia así como 110 galeras contra Carlos V, mientras que Francia prometió atacar Flandes, acosar las costas de España con una fuerza naval y enviar 40 galeras para ayudar a los turcos a realizar operaciones en el Levante. Escalin des Aimars intentó convencer a Venecia de que se uniera a la alianza, pero fue en vano.
La ejecución de la alianza conduciría sobre todo al asedio franco-otomano de Niza en 1543. En julio de 1543, el capitán Paulin navegó a bordo de la flota otomana de Barbarroja hacia la isla de Saint-Honorat en las islas Lérins frente a Cannes el 5 de julio de 1543, solo para encontrar muy poco listo para la ofensiva en el lado francés. Escalin des Aimars fue a ver al rey Francisco I de Francia para obtener tropas, lo que llevó al sitio de Niza en agosto de 1543. Paulin supervisó la invernada de los otomanos en Toulon.

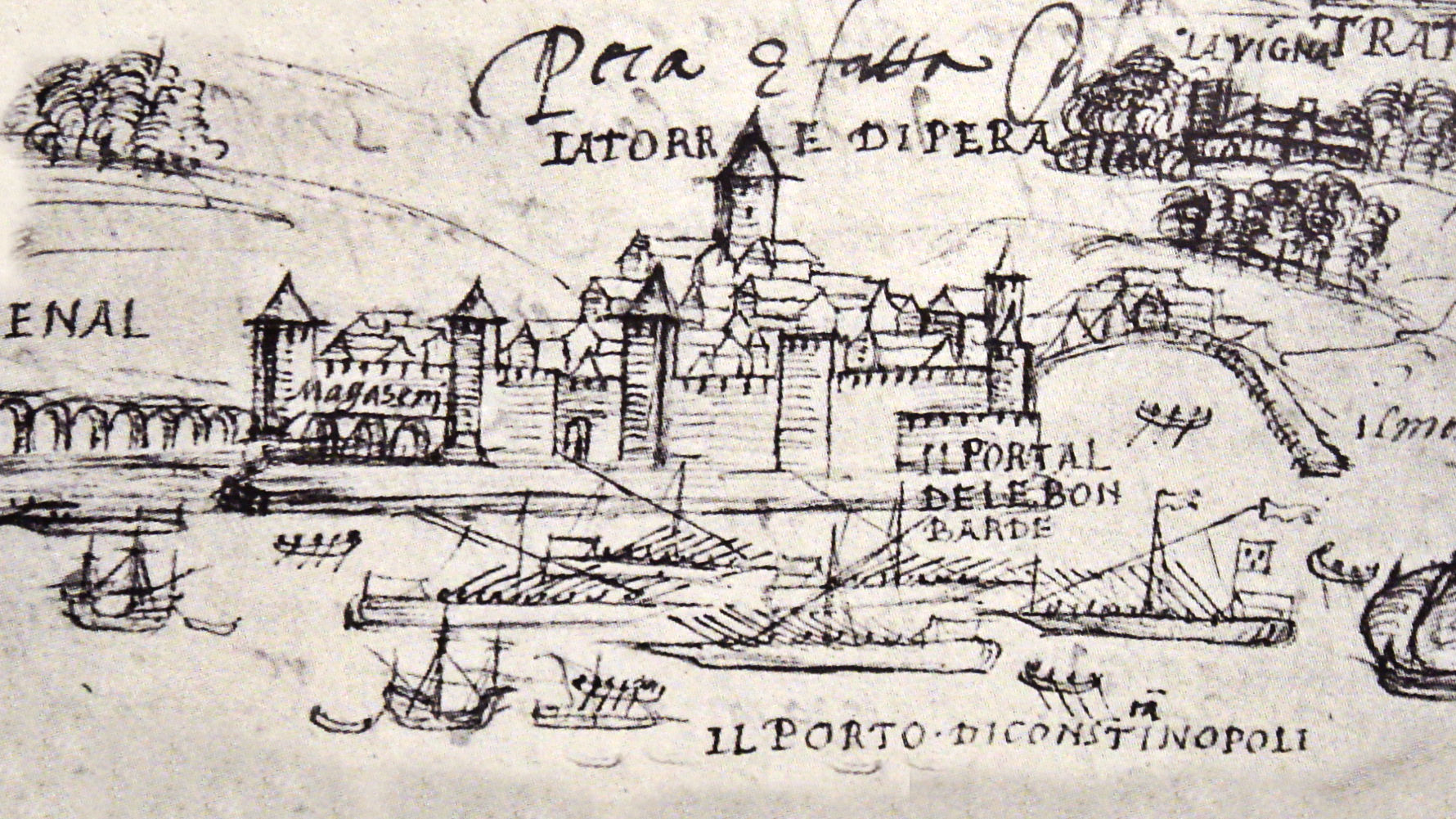
Las cinco galeras francesas del Capitán Paulin frente a Pera en Constantinopla en agosto de 1544, dibujadas por Jérôme Maurand (detalle de lo anterior).

Luego, en 1544, cinco galeras francesas al mando de Escalin des Aimars, incluida la soberbia Réale, acompañaron a la flota de Barbarroja, en una misión diplomática a Solimán el Magnífico. La flota francesa acompañó a Barbarroja durante sus ataques a la costa occidental de Italia en el camino a Constantinopla, ya que arrasó las ciudades de Porto Ercole, Giglio, Talamona, Lipari y tomó unos 6.000 cautivos, pero se separó en Sicilia de la flota de Barbarroja para Continuar solo hasta la capital otomana. Jerôme Maurand, un sacerdote de Antibes que acompañó a Paulin y la flota otomana en 1544, escribió un relato detallado en Itinéraire d'Antibes à Constantinople. Llegaron a Constantinopla el 10 de agosto de 1544 para reunirse con Solimán y darle un relato de la campaña. Polin regresó a Toulon el 2 de octubre de 1544.

## Masacre de los valdenses

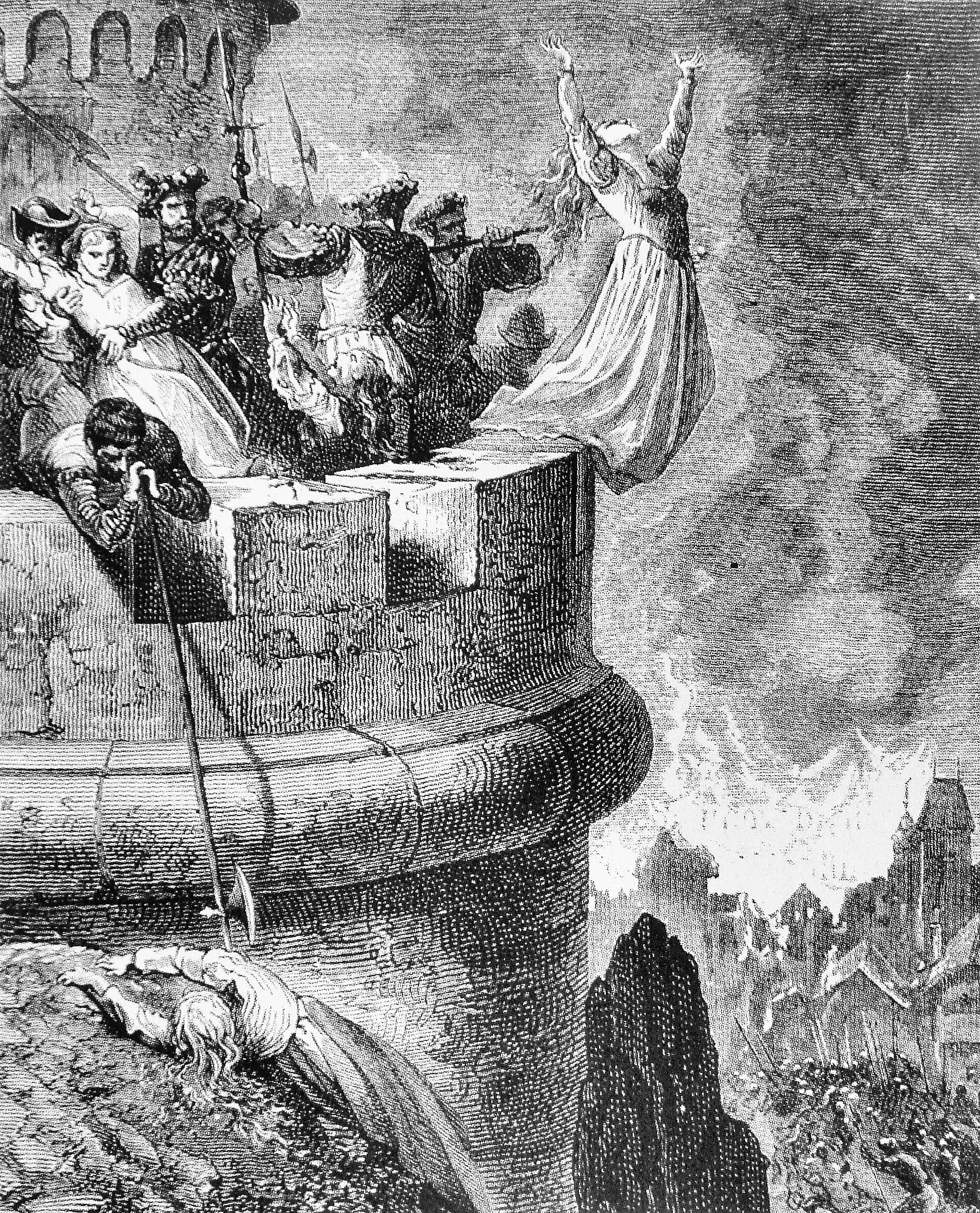
Masacre de los valdenses de Mérindol en 1545.

En 1545, Des Aimars se dirigía a luchar contra los ingleses en la zona de Boulogne-sur-Mer. Mientras estaba en Marsella en 1545, Capitán Paulin estuvo involucrado como líder en la masacre de los protestantes valdenses (Vaudois)
Fuera del Piamonte, los valdenses se unieron a las iglesias protestantes locales en Bohemia, Francia y Alemania. Después de que salieron de la clandestinidad y se hicieron informes de sedición por su parte, el rey francés Francisco I emitió el 1 de enero de 1545 el "Arrêt de Mérindol" y armó una cruzada contra los valdenses de Provenza. Los líderes de las masacres de 1545 fueron Jean Maynier d'Oppède, primer presidente del parlamento de Provenza, y el mismo Antoine Escalin des Aimars, que regresaba de las guerras italianas con 2.000 veteranos, los Bandes de Piémont. Las muertes oscilaron entre cientos y miles, según las estimaciones, y varias aldeas quedaron devastadas.

## Últimos años

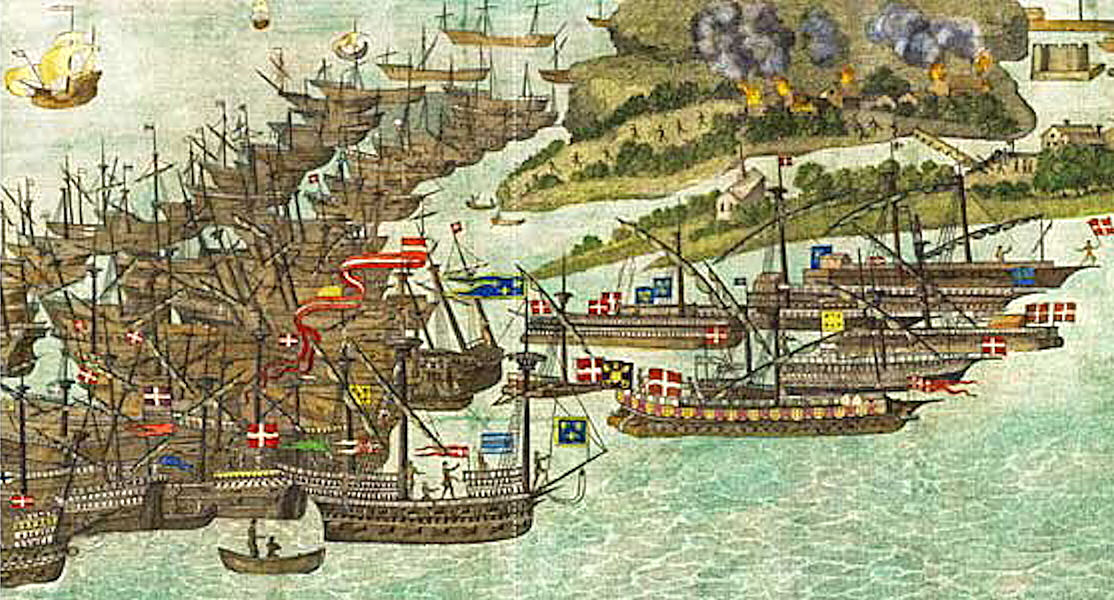
Escalin des Aimars participó en la invasión francesa de la Isla de Wight en 1545.

Después de estos hechos, Escalin des Aimars participó en la invasión francesa de la Isla de Wight ese mismo año.
Fue sucedido como embajador en la Sublime Puerta por Gabriel de Luetz en 1547.
En 1553, Paulin volvió a cooperar con la flota otomana en el Mediterráneo, en los acontecimientos que rodearon la invasión de Córcega de 1553.
En 1571, Paulin participó en el conflicto contra los hugonotes en La Rochelle como comandante de la flota de la Armada francesa que estaba formando un bloque de la ciudad, junto con al condotiero Filippo di Piero Strozzi.